# TV Tennis Electrotennis
TV Tennis Electrotennis (テレビテニス Terebitenisu?), significando Television Tennis, generalmente abreviado TV Tennis o Electrotennis es una consola de videojuegos doméstica de primera generación. Que fue realizada por Epoch Co en cooperación con Magnavox el 12 de septiembre de 1975 por 19,000 yenes japoneses sólo en Japón. Es la primera consola de videojuego lanzada en Japón.
Se lanzó varios meses antes del lanzamiento de Home Pong en América del Norte. Una característica única del TV Tennis Electrotennis es que la consola está conectada inalambricamente a una televisión, funcionando a través de una antena UHF. Vendió aproximadamente 10,000 unidades, incluyendo aproximadamente 5,000 unidades en el primer año. El sucesor del TV Tennis Electrotennis es el TV Game System 10 en 1977.

## Galería

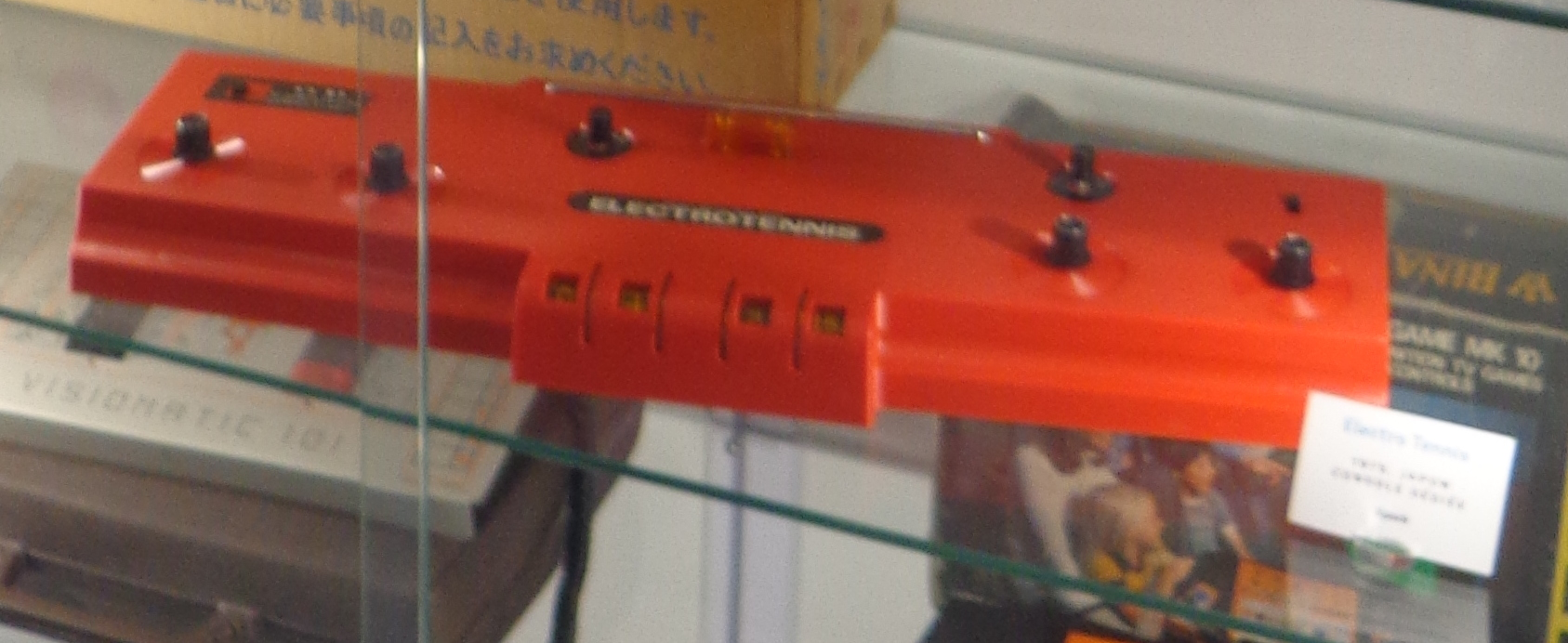
TV Tennis Electrotennis en Pixel Museum (1)
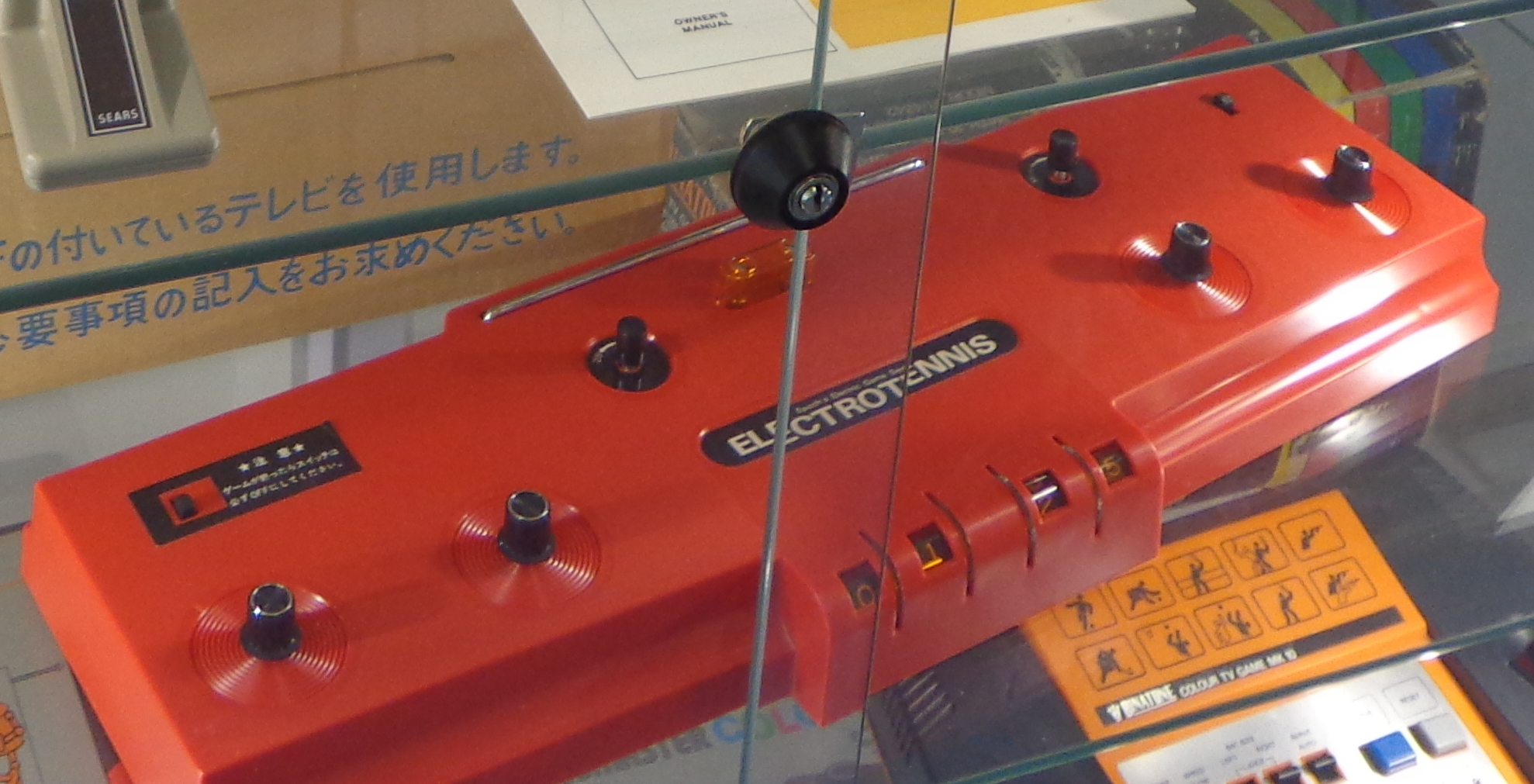
TV Tennis Electrotennis en Pixel Museum (2)